# Jan Buras
Jan Buras (ur. 24 listopada 1959 w Tarnobrzegu) – polski duchowny katolicki, prezbiter, dyrektor Muzeum Diecezjalnego w Łucku.

## Życiorys
Ukończył Wyższe Seminarium Duchowne w Przemyślu, otrzymując tytuł magistra teologii moralnej (pod kierunkiem ks. prof. dr. hab. Stanisława Witka napisał pracę magisterską pt. Moralność społeczeństwa polskiego według pism Józefa Weyssenhoffa, obronioną na Wydziale Teologicznym KUL w 1985 roku). Święcenia kapłańskie przyjął 24 czerwca 1985 roku. Kapłan archidiecezji przemyskiej. Pracował na terenie archidiecezji lwowskiej – w latach 1995–2003 był proboszczem w Złoczowie. Na krótko powrócił do macierzystej diecezji. Kanclerz kurii diecezjalnej w Łucku oraz proboszcz parafii katedralnej pw. Św. Apostołów Piotra i Pawła w latach 2003–2008. W dniu 1 października 2004 roku został mianowany dyrektorem Muzeum Diecezjalnego w Łucku, zaś dnia 1 stycznia 2005 roku Kanonikiem Honorowym Łuckiej Kapituły Katedralnej. Wikariusz generalny diecezji łuckiej (od 2007). Od 2008 roku pracuje w Zamłyniu, gdzie stworzył Centrum Integracji społecznej i religijnej organizujące od 2010 roku Międzynarodowe Plenery Ikony oraz letnią szkołę języka polskiego. Pełni również funkcję proboszcza parafii Trójcy Przenajświętszej w Lubomlu. Aktywnie działa na rzecz zachowania pamiątek polskości na Wołyniu i ziemi lwowskiej. Uporządkował kilka cmentarzy i postawił krzyże upamiętniające ofiary rzezi wołyńskiej.
W 2015 roku został odznaczony Krzyżem Oficerskim Orderu Zasługi Rzeczypospolitej Polskiej „za wybitne zasługi w działalności na rzecz zbliżenia i dialogu polsko-ukraińskiego”. W 2021 roku otrzymał nagrodę Semper Fidelis przyznawaną przez Instytut Pamięci Narodowej za pielęgnację pamięci o polskości Kresów Wschodnich.